# Старово (Александровский район)
Старово — деревня в Александровском районе Владимирской области России, входит в состав Каринского сельского поселения. 

## География
Деревня расположена на берегу реки Малый Киржач в 20 км на юго-восток от центра поселения села Большое Каринское и в 19 км на юго-восток от города Александрова. 

## История
В XIX — начале XX века существовало 2 деревни Старово и Высоково, входивших в состав Махринской волости Александровского уезда. В 1859 году в деревне Старово числилось 20 дворов, в Высоково — 6 дворов. В списках населённых мест Владимирской губернии 1905 году имеется одна деревня Старо-Высоково с 39 дворами. С 1926 года деревня Старо-Высокое в составе Карабановской волости с числом дворов — 26.
С 1929 года деревня входила в состав Романовского сельсовета Александровского района, с 1948 года — в составе пригородной зоны города Александрова, с 1965 года — в составе Александровского района, с 1969 года — в составе Махринского сельсовета, с 2005 года — в составе Каринского сельского поселения.

## Население
| 1859 | 1905 | 1926 | 2002 | 2010 | 2021 |
| ---- | ---- | ---- | ---- | ---- | ---- |
| 174  | ↗280 | ↘263 | ↘1   | ↗2   | ↗20  |